# Gais 2024
Gais spelade säsongen 2024 i Allsvenskan för första gången sedan 2012, efter att 2023 som nykomling ha slutat tvåa i Superettan. Klubben gick därmed upp två divisioner i rad, då man året dessförinnan hade vunnit Ettan södra. Ett nederlagstippat Gais överraskade stort genom att sluta sexa i serien.
I Svenska cupen 2023/2024 slutade Gais trea i sin grupp och blev utslaget.
Alexander Ahl Holmström blev med sina tio mål klubbens bäste målskytt i Allsvenskan. Årets Hedersmakrill delades mellan August Wängberg och Gustav Lundgren, medan Wängberg ensam tilldelades Herbert Lundgren-trofén.

## Inför säsongen

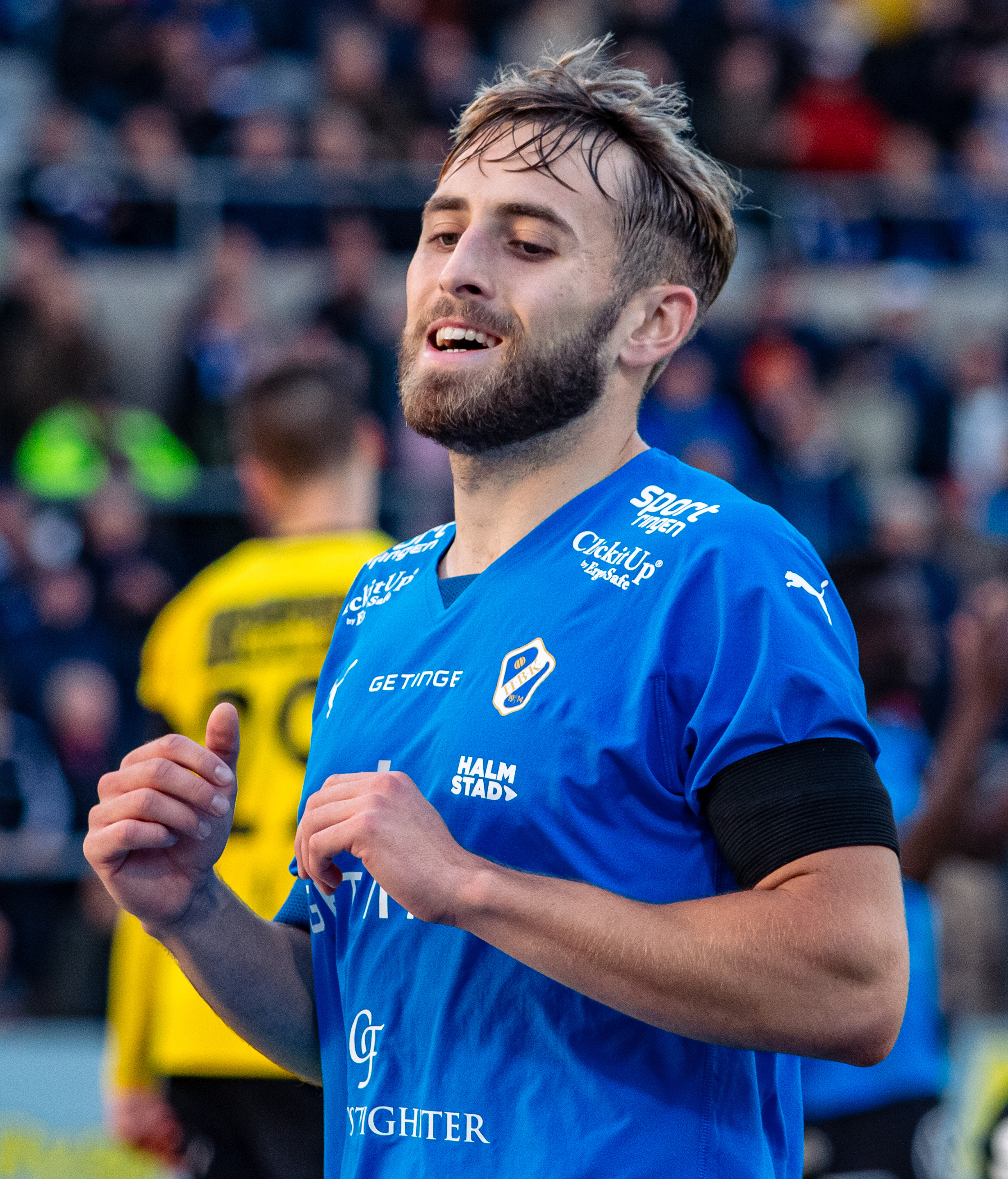
Jack Cooper Love, på bilden i Halmstad 2023.

Redan innan säsongen 2023 var slut meddelade Gais att man hade gjort sitt första nyförvärv i form av den 23-årige anfallaren Edvin Becirovic från IFK Värnamo. Efter att uppflyttningen till allsvenskan var säkrad berättade lagkaptenen Niklas Andersen att han avsåg att avsluta karriären efter säsongen 2023. I slutet av november 2023 meddelades så, efter månader av rykten och spekulationer, att 2023 års poängkung i Superettan Julius Lindberg, som hade utgående kontrakt, hade skrivit på för BK Häcken.
Gais förlängde under vintern kontraktet med veteranerna August Wängberg (tre år), Jonas Lindberg (ett år) och Mervan Celik (ett år), samt med 21-årige Filip Gustafsson (två år), som under säsongen 2023 varit utlånad till Norrby IF, reservmålvakten Erik Krantz (två år) och den unge mittbacken Filip Beckman (fyra år). Klubben valde dock att inte förnya kontraktet med mittfältaren Viktor Alexandersson, och bröt kontraktet med mittfältaren Viktor Krüger, som i stället gick till IK Oddevold.
I december 2023 förstärkte Gais truppen med den 21-årige mittfältaren William Milovanovic från Utsiktens BK och vänsterbacken Robin Wendin Thomasson, som kom på fri transfer från Eskilsminne IF och skrev på ett fyraårskontrakt. I januari 2024 kom Harun Ibrahim, som Gais inför säsongen 2023 sålt till norska Molde FK, tillbaka på lån. Klubben värvade också 19-årige Amin Boudri från Venezia FC, som skrev på ett fyraårskontrakt, och det 20-åriga målvaktslöftet Kees Sims från Ljungskile SK, som skrev på ett treårskontrakt. Vidare lyftes unge Mohamed Bawa upp från akademin och Jack Cooper Love lånades in från IF Elfsborg, medan målvakten Erik Westgärds lånades ut till Ljungskile SK.
Gais hade för första gången på många år ekonomiska möjligheter att åka på en veckas träningsläger utomlands, och valet föll på den lilla kustorten Albir i Alicante i Spanien, där man bland annat spelade årets första träningsmatch, mot danska Sønderjyske (1–3). I övrigt matchade man sparsamt, och förutom i svenska cupen, då man mötte IF Elfsborg (0–2), mötte man under försäsongen endast lag från lägre divisioner. Gais försäsong kantades av många småskador på tongivande spelare, och media tippade inför säsongen att Gais, vars trupp till stor del bestod av spelare som så sent som säsongen 2022 spelade i Ettan Södra, skulle sluta sist i Allsvenskan.

### Träningsmatcher
|  | 5 februari 2024 | Sønderjyske                                               | 3 – 1           | Gais                        |                |                |
|  |                 | Søren Andreasen 34′ Peter Christiansen 56′ Mads Agger 58′ | (1 – 0) Rapport | 90′ Alexander Ahl Holmström | Albir, Spanien | Albir, Spanien |
|  |                 |                                                           |                 |                             | Albir, Spanien | Albir, Spanien |
|  |                 |                                                           |                 |                             | Albir, Spanien | Albir, Spanien |

|       | 10 februari 2024 | Gais                                                    | 3 – 0           | IK Oddevold | Valhalla IP                                 |                                             |
| 15:00 | 15:00            | Axel Norén 18′ Chovanie Amatkarijo 28′ Mervan Celik 89′ | (2 – 0) Rapport |             | Göteborg Publik: 1 052 Domare: Philip Lindh | Göteborg Publik: 1 052 Domare: Philip Lindh |
| 15:00 | 15:00            |                                                         |                 |             | Göteborg Publik: 1 052 Domare: Philip Lindh | Göteborg Publik: 1 052 Domare: Philip Lindh |
| 15:00 | 15:00            |                                                         |                 |             | Göteborg Publik: 1 052 Domare: Philip Lindh | Göteborg Publik: 1 052 Domare: Philip Lindh |

|       | 13 mars 2024 | Gais | 0 – 0           | Utsiktens BK | Valhalla IP                                   |                                               |
| 18:30 | 18:30        |      | (0 – 0) Rapport |              | Göteborg Publik: 494 Domare: Granit Maqedonci | Göteborg Publik: 494 Domare: Granit Maqedonci |
| 18:30 | 18:30        |      |                 |              | Göteborg Publik: 494 Domare: Granit Maqedonci | Göteborg Publik: 494 Domare: Granit Maqedonci |
| 18:30 | 18:30        |      |                 |              | Göteborg Publik: 494 Domare: Granit Maqedonci | Göteborg Publik: 494 Domare: Granit Maqedonci |

|       | 16 mars 2024 | Gais              | 1 – 0           | Landskrona Bois | Valhalla IP                                 |                                             |
| 13:00 | 13:00        | Joackim Åberg 55′ | (0 – 0) Rapport |                 | Göteborg Publik: 589 Domare: Joakim Östling | Göteborg Publik: 589 Domare: Joakim Östling |
| 13:00 | 13:00        |                   |                 |                 | Göteborg Publik: 589 Domare: Joakim Östling | Göteborg Publik: 589 Domare: Joakim Östling |
| 13:00 | 13:00        |                   |                 |                 | Göteborg Publik: 589 Domare: Joakim Östling | Göteborg Publik: 589 Domare: Joakim Östling |

|       | 23 mars 2024 | Gais                        | 1 – 1           | Varbergs Bois    | Valhalla IP                                |                                            |
| 13:00 | 13:00        | Alexander Ahl Holmström 40′ | (1 – 1) Rapport | 17′ Aulon Bitiqi | Göteborg Publik: 757 Domare: Oscar Johnson | Göteborg Publik: 757 Domare: Oscar Johnson |
| 13:00 | 13:00        |                             |                 |                  | Göteborg Publik: 757 Domare: Oscar Johnson | Göteborg Publik: 757 Domare: Oscar Johnson |
| 13:00 | 13:00        |                             |                 |                  | Göteborg Publik: 757 Domare: Oscar Johnson | Göteborg Publik: 757 Domare: Oscar Johnson |

## Svenska cupen 2023/2024
Gais gick, likt alla elitklubbar, in i svenska cupen i omgång 2 sommaren 2023, och kvalificerade sig till gruppspel genom att slå division II-klubben Hässleholms IF med 3–2 borta efter en oväntat hård match. Man lottades in i grupp 2, tillsammans med IF Elfsborg, Degerfors IF och Örgryte IS.
Efter 0–2 borta mot Elfsborg och 2–2 borta mot Degerfors hade Gais inte någon möjlighet att gå vidare från gruppen, men i den sista matchen såg man i alla fall till att spela bort rivalerna Örgryte från chansen att ta sig vidare genom att vinna med 3–0 efter två mål av förre öisaren Alexander Ahl Holmström.

### Tabell
| Nr | Lag          | S | V | O | F | GM | IM | MS | P |
| -- | ------------ | - | - | - | - | -- | -- | -- | - |
| 1  | Degerfors IF | 3 | 1 | 2 | 0 | 9  | 4  | +5 | 5 |
| 2  | IF Elfsborg  | 3 | 1 | 1 | 1 | 6  | 5  | +1 | 4 |
| 3  | Gais         | 3 | 1 | 1 | 1 | 5  | 4  | +1 | 4 |
| 4  | Örgryte IS   | 3 | 1 | 0 | 2 | 3  | 10 | −7 | 3 |

### Matcher
| 1     | 18 februari 2024 | IF Elfsborg                               | 2 – 0           | Gais | Borås Arena                                  |                                              |
| 13:00 | 13:00            | Sebastian Holmén 80′ Jalal Abdullai 90+6′ | (0 – 0) Rapport |      | Borås Publik: 5 497 Domare: Granit Maqedonci | Borås Publik: 5 497 Domare: Granit Maqedonci |
| 13:00 | 13:00            |                                           |                 |      | Borås Publik: 5 497 Domare: Granit Maqedonci | Borås Publik: 5 497 Domare: Granit Maqedonci |
| 13:00 | 13:00            |                                           |                 |      | Borås Publik: 5 497 Domare: Granit Maqedonci | Borås Publik: 5 497 Domare: Granit Maqedonci |

| 2     | 24 februari 2024 | Degerfors IF                            | 2 – 2           | Gais                             | Stora Valla B-plan                        |                                           |
| 13:00 | 13:00            | Elyas Bouzaiene 54′ Gustav Lindgren 67′ | (0 – 0) Rapport | 71′, 88′ Alexander Ahl Holmström | Degerfors Publik: 622 Domare: Fikret Buqa | Degerfors Publik: 622 Domare: Fikret Buqa |
| 13:00 | 13:00            |                                         |                 |                                  | Degerfors Publik: 622 Domare: Fikret Buqa | Degerfors Publik: 622 Domare: Fikret Buqa |
| 13:00 | 13:00            |                                         |                 |                                  | Degerfors Publik: 622 Domare: Fikret Buqa | Degerfors Publik: 622 Domare: Fikret Buqa |

| 3     | 3 mars 2024 | Gais                                                  | 3 – 0           | Örgryte IS | Bravida Arena                                |                                              |
| 13:00 | 13:00       | Alexander Ahl Holmström 30′, 36′ Jack Cooper Love 76′ | (2 – 0) Rapport |            | Göteborg Publik: 5 160 Domare: Tess Olofsson | Göteborg Publik: 5 160 Domare: Tess Olofsson |
| 13:00 | 13:00       |                                                       |                 |            | Göteborg Publik: 5 160 Domare: Tess Olofsson | Göteborg Publik: 5 160 Domare: Tess Olofsson |
| 13:00 | 13:00       |                                                       |                 |            | Göteborg Publik: 5 160 Domare: Tess Olofsson | Göteborg Publik: 5 160 Domare: Tess Olofsson |

## Allsvenskan

### Vårsäsongen
Gais inledde Allsvenskan på sämsta möjliga sätt, med 0–4 hemma mot IF Brommapojkarna efter ett minst sagt svagt försvarsspel, och gav därmed de belackare som sagt att Gais skulle åka ur vatten på sin kvarn. Man studsade dock tillbaka omgående, med en övertygande 2–1-seger borta mot IFK Värnamo, och efter en ny plattmatch där man bortaförlorade med 0–1 mot ett illa spelande IFK Norrköping fick Gais upp ångan. Segrar mot Mjällby AIF (2–1 hemma) och Kalmar FF (3–2 borta) följdes upp av en hedersam 1–0-förlust borta mot topptippade Djurgårdens IF, och i årets första Göteborgsderby avfärdade man IFK Göteborg ganska enkelt med 2–1, där IFK:s reduceringsmål kom på tilläggstid.
Efter att ha tagit revansch på förra årets Superettanantagonister Västerås SK (2–0) åkte Gais på ännu en hedersam bortaförlust, 1–0 mot Malmö FF, sedan Gais hållit 0–0 mot seriesuveränen i 84 minuter. Därefter hemmabesegrade Gais de båda topplagen IF Elfsborg (2–1) och BK Häcken (3–0) bekvämt. Trots att man förlorade vårens sista bortamatch, mot Halmstads BK, med hela 0–4 låg Gais till sommaruppehållet överraskande på femte plats i en haltande allsvensk tabell. Gais oprövade trupp hade därmed visat sig hålla mer än väl även i Allsvenskan.

#### Matcher
| 1     | 31 mars 2024 | Gais | 0 – 4           | IF Brommapojkarna                                                                | Gamla Ullevi                                  |                                               |
| 14:00 | 14:00        |      | (0 – 2) Rapport | 11′ Adam Jakobsen 45+1′ Ludvig Fritzson 69′ Wilmer Odefalk 83′ (sjm.) Axel Norén | Göteborg Publik: 8 077 Domare: Joakim Östling | Göteborg Publik: 8 077 Domare: Joakim Östling |
| 14:00 | 14:00        |      |                 |                                                                                  | Göteborg Publik: 8 077 Domare: Joakim Östling | Göteborg Publik: 8 077 Domare: Joakim Östling |
| 14:00 | 14:00        |      |                 |                                                                                  | Göteborg Publik: 8 077 Domare: Joakim Östling | Göteborg Publik: 8 077 Domare: Joakim Östling |

| 2     | 8 april 2024 | IFK Värnamo               | 1 – 2           | Gais                                                | Borås Arena                               |                                           |
| 19:00 | 19:00        | Ajdin Zeljkovic str′ (30) | (1 – 2) Rapport | 17′ Alexander Ahl Holmström 26′ William Milovanovic | Borås Publik: 1 683 Domare: Oscar Johnson | Borås Publik: 1 683 Domare: Oscar Johnson |
| 19:00 | 19:00        |                           |                 |                                                     | Borås Publik: 1 683 Domare: Oscar Johnson | Borås Publik: 1 683 Domare: Oscar Johnson |
| 19:00 | 19:00        |                           |                 |                                                     | Borås Publik: 1 683 Domare: Oscar Johnson | Borås Publik: 1 683 Domare: Oscar Johnson |

| 3     | 14 april 2024 | IFK Norrköping | 1 – 0           | Gais | Platinumcars Arena                            |                                               |
| 14:00 | 14:00         | Tim Prica 69′  | (0 – 0) Rapport |      | Norrköping Publik: 6 027 Domare: Adi Aganovic | Norrköping Publik: 6 027 Domare: Adi Aganovic |
| 14:00 | 14:00         |                |                 |      | Norrköping Publik: 6 027 Domare: Adi Aganovic | Norrköping Publik: 6 027 Domare: Adi Aganovic |
| 14:00 | 14:00         |                |                 |      | Norrköping Publik: 6 027 Domare: Adi Aganovic | Norrköping Publik: 6 027 Domare: Adi Aganovic |

| 4     | 21 april 2024 | Gais                      | 2 – 1           | Mjällby AIF         | Gamla Ullevi                                    |                                                 |
| 14:00 | 14:00         | Jack Cooper Love 77′, 83′ | (0 – 0) Rapport | 80′ Jacob Kiilerich | Göteborg Publik: 5 105 Domare: Granit Maqedonci | Göteborg Publik: 5 105 Domare: Granit Maqedonci |
| 14:00 | 14:00         |                           |                 |                     | Göteborg Publik: 5 105 Domare: Granit Maqedonci | Göteborg Publik: 5 105 Domare: Granit Maqedonci |
| 14:00 | 14:00         |                           |                 |                     | Göteborg Publik: 5 105 Domare: Granit Maqedonci | Göteborg Publik: 5 105 Domare: Granit Maqedonci |

| 5     | 25 april 2024 | Kalmar FF                           | 2 – 3           | Gais                                                          | Guldfågeln Arena                           |                                            |
| 19:00 | 19:00         | Jacob Trenskow 40′ Lars Sætra 90+1′ | (1 – 1) Rapport | 6′ Jonas Lindberg 55′ Amin Boudri 87′ Alexander Ahl Holmström | Kalmar Publik: 3 835 Domare: Adam Ladebäck | Kalmar Publik: 3 835 Domare: Adam Ladebäck |
| 19:00 | 19:00         |                                     |                 |                                                               | Kalmar Publik: 3 835 Domare: Adam Ladebäck | Kalmar Publik: 3 835 Domare: Adam Ladebäck |
| 19:00 | 19:00         |                                     |                 |                                                               | Kalmar Publik: 3 835 Domare: Adam Ladebäck | Kalmar Publik: 3 835 Domare: Adam Ladebäck |

| 6     | 28 april 2024 | Djurgårdens IF   | 1 – 0           | Gais | Tele2 Arena                                          |                                                      |
| 16:30 | 16:30         | Deniz Hümmet 54′ | (0 – 0) Rapport |      | Stockholm Publik: 17 579 Domare: Kristoffer Karlsson | Stockholm Publik: 17 579 Domare: Kristoffer Karlsson |
| 16:30 | 16:30         |                  |                 |      | Stockholm Publik: 17 579 Domare: Kristoffer Karlsson | Stockholm Publik: 17 579 Domare: Kristoffer Karlsson |
| 16:30 | 16:30         |                  |                 |      | Stockholm Publik: 17 579 Domare: Kristoffer Karlsson | Stockholm Publik: 17 579 Domare: Kristoffer Karlsson |

| 7     | 6 maj 2024 | Gais                                            | 2 – 1           | IFK Göteborg         | Gamla Ullevi                                |                                             |
| 19:10 | 19:10      | Axel Henriksson 33′ Alexander Ahl Holmström 76′ | (1 – 0) Rapport | 90+4′ Paulos Abraham | Göteborg Publik: 16 646 Domare: Victor Wolf | Göteborg Publik: 16 646 Domare: Victor Wolf |
| 19:10 | 19:10      |                                                 |                 |                      | Göteborg Publik: 16 646 Domare: Victor Wolf | Göteborg Publik: 16 646 Domare: Victor Wolf |
| 19:10 | 19:10      |                                                 |                 |                      | Göteborg Publik: 16 646 Domare: Victor Wolf | Göteborg Publik: 16 646 Domare: Victor Wolf |

| 8     | 11 maj 2024 | Gais                                          | 2 – 0           | Västerås SK | Gamla Ullevi                                 |                                              |
| 17:30 | 17:30       | Jonas Lindberg 4′ Alexander Ahl Holmström 41′ | (2 – 0) Rapport |             | Göteborg Publik: 5 905 Domare: Tess Olofsson | Göteborg Publik: 5 905 Domare: Tess Olofsson |
| 17:30 | 17:30       |                                               |                 |             | Göteborg Publik: 5 905 Domare: Tess Olofsson | Göteborg Publik: 5 905 Domare: Tess Olofsson |
| 17:30 | 17:30       |                                               |                 |             | Göteborg Publik: 5 905 Domare: Tess Olofsson | Göteborg Publik: 5 905 Domare: Tess Olofsson |

| 9     | 16 maj 2024 | Malmö FF           | 1 – 0           | Gais | Eleda Stadion                              |                                            |
| 19:00 | 19:00       | Pontus Jansson 84′ | (0 – 0) Rapport |      | Malmö Publik: 20 673 Domare: Oscar Johnson | Malmö Publik: 20 673 Domare: Oscar Johnson |
| 19:00 | 19:00       |                    |                 |      | Malmö Publik: 20 673 Domare: Oscar Johnson | Malmö Publik: 20 673 Domare: Oscar Johnson |
| 19:00 | 19:00       |                    |                 |      | Malmö Publik: 20 673 Domare: Oscar Johnson | Malmö Publik: 20 673 Domare: Oscar Johnson |

| 10    | 19 maj 2024 | Gais                    | 2 – 1           | IF Elfsborg        | Gamla Ullevi                                   |                                                |
| 16:30 | 16:30       | Axel Henriksson 4′, 18′ | (2 – 1) Rapport | 40′ Michael Baidoo | Göteborg Publik: 8 319 Domare: Richard Sundell | Göteborg Publik: 8 319 Domare: Richard Sundell |
| 16:30 | 16:30       |                         |                 |                    | Göteborg Publik: 8 319 Domare: Richard Sundell | Göteborg Publik: 8 319 Domare: Richard Sundell |
| 16:30 | 16:30       |                         |                 |                    | Göteborg Publik: 8 319 Domare: Richard Sundell | Göteborg Publik: 8 319 Domare: Richard Sundell |

| 11    | 25 maj 2024 | Gais                                               | 3 – 0           | BK Häcken | Gamla Ullevi                                      |                                                   |
| 15:00 | 15:00       | William Milovanovic 4′ Jack Cooper Love 45+2′, 57′ | (2 – 0) Rapport |           | Göteborg Publik: 10 834 Domare: Mohammed Al-Hakim | Göteborg Publik: 10 834 Domare: Mohammed Al-Hakim |
| 15:00 | 15:00       |                                                    |                 |           | Göteborg Publik: 10 834 Domare: Mohammed Al-Hakim | Göteborg Publik: 10 834 Domare: Mohammed Al-Hakim |
| 15:00 | 15:00       |                                                    |                 |           | Göteborg Publik: 10 834 Domare: Mohammed Al-Hakim | Göteborg Publik: 10 834 Domare: Mohammed Al-Hakim |

| 12    | 1 juni 2024 | Halmstads BK                                                                          | 4 – 0           | Gais | Örjans vall                                   |                                               |
| 17:30 | 17:30       | Villiam Granath 1′ Amir Al-Ammari 35′ Phil Ofosu-Ayeh 73′ Naeem Mohammed 90+8′ (str.) | (2 – 0) Rapport |      | Halmstad Publik: 8 030 Domare: Fredrik Klitte | Halmstad Publik: 8 030 Domare: Fredrik Klitte |
| 17:30 | 17:30       |                                                                                       |                 |      | Halmstad Publik: 8 030 Domare: Fredrik Klitte | Halmstad Publik: 8 030 Domare: Fredrik Klitte |
| 17:30 | 17:30       |                                                                                       |                 |      | Halmstad Publik: 8 030 Domare: Fredrik Klitte | Halmstad Publik: 8 030 Domare: Fredrik Klitte |

### Sommaruppehållet
Den 4 juni presenterade Gais anfallaren Lucas Hedlund som ny spelare. Han hade varit intressant för Gais redan inför säsongen, och efter att ha brutit med sin ungerska klubb Mezőkövesd Zsóry FC skrev han nu på ett 3,5-årskontrakt med Gais.
Under uppehållet spelade Gais två träningsmatcher, 0–0 mot Halmstads BK på Stensnäsvallen i Bovallstrand och 3–1 mot danska Vendsyssel FF på Hjällbovallen.
|       | 19 juni 2024 | Gais | 0 – 0                   | Halmstads BK | Stensnäsvallen                                    |                                                   |
| 15:00 | 15:00        |      | (0 – 0) Flashscore SvFF |              | Bovallstrand Publik: 150 Domare: Jovan Krsmanovic | Bovallstrand Publik: 150 Domare: Jovan Krsmanovic |
| 15:00 | 15:00        |      |                         |              | Bovallstrand Publik: 150 Domare: Jovan Krsmanovic | Bovallstrand Publik: 150 Domare: Jovan Krsmanovic |
| 15:00 | 15:00        |      |                         |              | Bovallstrand Publik: 150 Domare: Jovan Krsmanovic | Bovallstrand Publik: 150 Domare: Jovan Krsmanovic |

|       | 29 juni 2024 | Gais                                                             | 3 – 1                   | Vendsyssel FF  | Hjällbovallen                   |                                 |
| 15:15 | 15:15        | Jack Cooper Love 46′ Mervan Celik 62′ (str.) Gustav Lundgren 67′ | (0 – 1) Flashscore SvFF | 10′ Adam Ahmad | Göteborg Domare: Fredrik Oppong | Göteborg Domare: Fredrik Oppong |
| 15:15 | 15:15        |                                                                  |                         |                | Göteborg Domare: Fredrik Oppong | Göteborg Domare: Fredrik Oppong |
| 15:15 | 15:15        |                                                                  |                         |                | Göteborg Domare: Fredrik Oppong | Göteborg Domare: Fredrik Oppong |

### Höstsäsongen
Gais startade piggt efter sommaruppehållet, men nådde trots stort spelövertag bara 0–0 hemma mot Hammarby IF. Laget förlorade sedan borta mot IK Sirius, men vann dubbla möten mot AIK och återtog genom detta femteplatsen i den allsvenska tabellen. Lånet av Jack Cooper Love avbröts (med kompensationspengar till Gais) då Elfsborg sålde honom till Burton Albion FC i mitten av juli, och hans anfallskollega Chisom Chika Chidi, som inte hade fått spela en minut i Allsvenskan, lånades samtidigt ut till Superettanlaget Helsingborgs IF med en köpoption för Skåneklubben. I slutet av juli lånades också Mohamed Bawa ut till Norrby IF i Ettan södra i ett samarbetsavtal där han kan representera båda klubbarna. I övrigt behöll Gais sitt lag ograverat. Efter en svacka i början av augusti, med raka uddamålsförluster hemma mot IFK Norrköping (0–1) och borta mot IF Elfsborg (2–1), gick Gais obesegrat i sex raka matcher. Denna svit kröntes med 3–0 hemma mot Djurgårdens IF, och chansen att nå Europaspel tycktes fullt möjlig. I det därpå följande derbyt mot IFK Göteborg förlorade dock Gais klart (2–0), och efter förlust även borta mot IF Brommapojkarna (2–0) var drömmen om Europa i praktiken borta. Därefter spelade Gais två oavgjorda matcher innan man avslutade med flaggan i topp genom derbyseger mot BK Häcken (1–2) i näst sista omgången och därefter en seger även mot IK Sirius (2–1) i säsongens sista match.

#### Matcher
| 13    | 7 juli 2024 | Gais | 0 – 0           | Hammarby IF | Gamla Ullevi                                |                                             |
| 16:30 | 16:30       |      | (0 – 0) Rapport |             | Göteborg Publik: 15 206 Domare: Victor Wolf | Göteborg Publik: 15 206 Domare: Victor Wolf |
| 16:30 | 16:30       |      |                 |             | Göteborg Publik: 15 206 Domare: Victor Wolf | Göteborg Publik: 15 206 Domare: Victor Wolf |
| 16:30 | 16:30       |      |                 |             | Göteborg Publik: 15 206 Domare: Victor Wolf | Göteborg Publik: 15 206 Domare: Victor Wolf |

| 14    | 13 juli 2024 | IK Sirius                                                 | 3 – 1           | Gais                | Studenternas IP                               |                                               |
| 17:30 | 17:30        | Henrik Castegren 40′ Melker Heier 55′ Yousef Salech 90+2′ | (1 – 0) Rapport | 51′ Axel Henriksson | Uppsala Publik: 5 170 Domare: Richard Sundell | Uppsala Publik: 5 170 Domare: Richard Sundell |
| 17:30 | 17:30        |                                                           |                 |                     | Uppsala Publik: 5 170 Domare: Richard Sundell | Uppsala Publik: 5 170 Domare: Richard Sundell |
| 17:30 | 17:30        |                                                           |                 |                     | Uppsala Publik: 5 170 Domare: Richard Sundell | Uppsala Publik: 5 170 Domare: Richard Sundell |

| 15    | 22 juli 2024 | Gais                                       | 2 – 0           | AIK | Gamla Ullevi                                  |                                               |
| 19:00 | 19:00        | Axel Norén 40′ Alexander Ahl Holmström 81′ | (1 – 0) Rapport |     | Göteborg Publik: 11 823 Domare: Oscar Johnson | Göteborg Publik: 11 823 Domare: Oscar Johnson |
| 19:00 | 19:00        |                                            |                 |     | Göteborg Publik: 11 823 Domare: Oscar Johnson | Göteborg Publik: 11 823 Domare: Oscar Johnson |
| 19:00 | 19:00        |                                            |                 |     | Göteborg Publik: 11 823 Domare: Oscar Johnson | Göteborg Publik: 11 823 Domare: Oscar Johnson |

| 16    | 29 juli 2024 | AIK | 0 – 1           | Gais               | Strawberry Arena                           |                                            |
| 19:00 | 19:00        |     | (0 – 1) Rapport | 3′ Gustav Lundgren | Solna Publik: 24 069 Domare: Adam Ladebäck | Solna Publik: 24 069 Domare: Adam Ladebäck |
| 19:00 | 19:00        |     |                 |                    | Solna Publik: 24 069 Domare: Adam Ladebäck | Solna Publik: 24 069 Domare: Adam Ladebäck |
| 19:00 | 19:00        |     |                 |                    | Solna Publik: 24 069 Domare: Adam Ladebäck | Solna Publik: 24 069 Domare: Adam Ladebäck |

| 17    | 3 augusti 2024 | Gais | 0 – 1           | IFK Norrköping               | Gamla Ullevi                                  |                                               |
| 15:00 | 15:00          |      | (0 – 0) Rapport | 53′ Ísak Andri Sigurgeirsson | Göteborg Publik: 7 368 Domare: Fredrik Klitte | Göteborg Publik: 7 368 Domare: Fredrik Klitte |
| 15:00 | 15:00          |      |                 |                              | Göteborg Publik: 7 368 Domare: Fredrik Klitte | Göteborg Publik: 7 368 Domare: Fredrik Klitte |
| 15:00 | 15:00          |      |                 |                              | Göteborg Publik: 7 368 Domare: Fredrik Klitte | Göteborg Publik: 7 368 Domare: Fredrik Klitte |

| 18    | 11 augusti 2024 | IF Elfsborg                                  | 2 – 1           | Gais                        | Borås Arena                                      |                                                  |
| 16:00 | 16:00           | Michael Baidoo 8′ Anes Cardaklija 30′ (sjm.) | (2 – 1) Rapport | 14′ Alexander Ahl Holmström | Borås Publik: 11 437 Domare: Kristoffer Karlsson | Borås Publik: 11 437 Domare: Kristoffer Karlsson |
| 16:00 | 16:00           |                                              |                 |                             | Borås Publik: 11 437 Domare: Kristoffer Karlsson | Borås Publik: 11 437 Domare: Kristoffer Karlsson |
| 16:00 | 16:00           |                                              |                 |                             | Borås Publik: 11 437 Domare: Kristoffer Karlsson | Borås Publik: 11 437 Domare: Kristoffer Karlsson |

| 19    | 18 augusti 2024 | Gais                                                                | 3 – 1           | Halmstads BK                   | Gamla Ullevi                                 |                                              |
| 16:30 | 16:30           | Filip Beckman 23′ Alexander Ahl Holmström 30′ Axel Henriksson 90+5′ | (2 – 0) Rapport | 54′ (str.) Birnir Snær Ingason | Göteborg Publik: 6 564 Domare: Adam Ladebäck | Göteborg Publik: 6 564 Domare: Adam Ladebäck |
| 16:30 | 16:30           |                                                                     |                 |                                | Göteborg Publik: 6 564 Domare: Adam Ladebäck | Göteborg Publik: 6 564 Domare: Adam Ladebäck |
| 16:30 | 16:30           |                                                                     |                 |                                | Göteborg Publik: 6 564 Domare: Adam Ladebäck | Göteborg Publik: 6 564 Domare: Adam Ladebäck |

| 20    | 26 augusti 2024 | Hammarby IF | 0 – 0           | Gais | Tele2 Arena                                        |                                                    |
| 19:00 | 19:00           |             | (0 – 0) Rapport |      | Stockholm Publik: 25 076 Domare: Mohammed Al-Hakim | Stockholm Publik: 25 076 Domare: Mohammed Al-Hakim |
| 19:00 | 19:00           |             |                 |      | Stockholm Publik: 25 076 Domare: Mohammed Al-Hakim | Stockholm Publik: 25 076 Domare: Mohammed Al-Hakim |
| 19:00 | 19:00           |             |                 |      | Stockholm Publik: 25 076 Domare: Mohammed Al-Hakim | Stockholm Publik: 25 076 Domare: Mohammed Al-Hakim |

| 21    | 31 augusti 2024 | Gais          | 1 – 1           | Kalmar FF         | Gamla Ullevi                                   |                                                |
| 15:00 | 15:00           | Axel Norén 2′ | (1 – 1) Rapport | 33′ Jonathan Ring | Göteborg Publik: 6 199 Domare: Richard Sundell | Göteborg Publik: 6 199 Domare: Richard Sundell |
| 15:00 | 15:00           |               |                 |                   | Göteborg Publik: 6 199 Domare: Richard Sundell | Göteborg Publik: 6 199 Domare: Richard Sundell |
| 15:00 | 15:00           |               |                 |                   | Göteborg Publik: 6 199 Domare: Richard Sundell | Göteborg Publik: 6 199 Domare: Richard Sundell |

| 22    | 14 september 2024 | Västerås SK                                      | 2 – 3           | Gais                                                                | Hitachi Energy Arena                        |                                             |
| 15:00 | 15:00             | Abdelrahman Boudah 57′ (str.) Viktor Granath 85′ | (0 – 3) Rapport | 20′ Gustav Lundgren 37′ Axel Henriksson 42′ Alexander Ahl Holmström | Västerås Publik: 5 871 Domare: Adi Aganovic | Västerås Publik: 5 871 Domare: Adi Aganovic |
| 15:00 | 15:00             |                                                  |                 |                                                                     | Västerås Publik: 5 871 Domare: Adi Aganovic | Västerås Publik: 5 871 Domare: Adi Aganovic |
| 15:00 | 15:00             |                                                  |                 |                                                                     | Västerås Publik: 5 871 Domare: Adi Aganovic | Västerås Publik: 5 871 Domare: Adi Aganovic |

| 23    | 18 september 2024 | Gais | 0 – 0           | Malmö FF | Gamla Ullevi                               |                                            |
| 19:00 | 19:00             |      | (0 – 0) Rapport |          | Göteborg Publik: 8 470 Domare: Victor Wolf | Göteborg Publik: 8 470 Domare: Victor Wolf |
| 19:00 | 19:00             |      |                 |          | Göteborg Publik: 8 470 Domare: Victor Wolf | Göteborg Publik: 8 470 Domare: Victor Wolf |
| 19:00 | 19:00             |      |                 |          | Göteborg Publik: 8 470 Domare: Victor Wolf | Göteborg Publik: 8 470 Domare: Victor Wolf |

| 24    | 22 september 2024 | Gais                                                                | 3 – 0           | Djurgårdens IF | Gamla Ullevi                                |                                             |
| 14:00 | 14:00             | Axel Henriksson 19′ Gustav Lundgren 54′ Alexander Ahl Holmström 59′ | (1 – 0) Rapport |                | Göteborg Publik: 9 187 Domare: Glenn Nyberg | Göteborg Publik: 9 187 Domare: Glenn Nyberg |
| 14:00 | 14:00             |                                                                     |                 |                | Göteborg Publik: 9 187 Domare: Glenn Nyberg | Göteborg Publik: 9 187 Domare: Glenn Nyberg |
| 14:00 | 14:00             |                                                                     |                 |                | Göteborg Publik: 9 187 Domare: Glenn Nyberg | Göteborg Publik: 9 187 Domare: Glenn Nyberg |

| 25    | 30 september 2024 | IFK Göteborg                                 | 2 – 0           | Gais | Gamla Ullevi                                   |                                                |
| 19:10 | 19:10             | Kolbeinn Thordarson 36′ Laurs Skjellerup 62′ | (1 – 0) Rapport |      | Göteborg Publik: 18 051 Domare: Joakim Östling | Göteborg Publik: 18 051 Domare: Joakim Östling |
| 19:10 | 19:10             |                                              |                 |      | Göteborg Publik: 18 051 Domare: Joakim Östling | Göteborg Publik: 18 051 Domare: Joakim Östling |
| 19:10 | 19:10             |                                              |                 |      | Göteborg Publik: 18 051 Domare: Joakim Östling | Göteborg Publik: 18 051 Domare: Joakim Östling |

| 26    | 5 oktober 2024 | IF Brommapojkarna     | 2 – 0           | Gais | Grimsta IP                                        |                                                   |
| 17:30 | 17:30          | Nikola Vasic 46′, 50′ | (0 – 0) Rapport |      | Stockholm Publik: 2 083 Domare: Mohammed Al-Hakim | Stockholm Publik: 2 083 Domare: Mohammed Al-Hakim |
| 17:30 | 17:30          |                       |                 |      | Stockholm Publik: 2 083 Domare: Mohammed Al-Hakim | Stockholm Publik: 2 083 Domare: Mohammed Al-Hakim |
| 17:30 | 17:30          |                       |                 |      | Stockholm Publik: 2 083 Domare: Mohammed Al-Hakim | Stockholm Publik: 2 083 Domare: Mohammed Al-Hakim |

| 27    | 20 oktober 2024 | Gais | 0 – 0           | IFK Värnamo | Gamla Ullevi                               |                                            |
| 16.30 | 16.30           |      | (0 – 0) Rapport |             | Göteborg Publik: 6 285 Domare: Victor Wolf | Göteborg Publik: 6 285 Domare: Victor Wolf |
| 16.30 | 16.30           |      |                 |             | Göteborg Publik: 6 285 Domare: Victor Wolf | Göteborg Publik: 6 285 Domare: Victor Wolf |
| 16.30 | 16.30           |      |                 |             | Göteborg Publik: 6 285 Domare: Victor Wolf | Göteborg Publik: 6 285 Domare: Victor Wolf |

| 28 | 27 oktober 2024 | Mjällby AIF          | 1 – 1           | Gais                    | Strandvallen                                |                                             |
|    |                 | Arvid Brorsson 90+9′ | (0 – 0) Rapport | 62′ Chovanie Amatkarijo | Hällevik Publik: 4 004 Domare: Adi Aganovic | Hällevik Publik: 4 004 Domare: Adi Aganovic |
|    |                 |                      |                 |                         | Hällevik Publik: 4 004 Domare: Adi Aganovic | Hällevik Publik: 4 004 Domare: Adi Aganovic |
|    |                 |                      |                 |                         | Hällevik Publik: 4 004 Domare: Adi Aganovic | Hällevik Publik: 4 004 Domare: Adi Aganovic |

| 29    | 3 november 2024 | BK Häcken        | 1 – 2           | Gais                                          | Bravida Arena                                  |                                                |
| 14:00 | 14:00           | Amor Layouni 17′ | (1 – 1) Rapport | 45+3′ Alexander Ahl Holmström 50′ Amin Boudri | Göteborg Publik: 6 316 Domare: Richard Sundell | Göteborg Publik: 6 316 Domare: Richard Sundell |
| 14:00 | 14:00           |                  |                 |                                               | Göteborg Publik: 6 316 Domare: Richard Sundell | Göteborg Publik: 6 316 Domare: Richard Sundell |
| 14:00 | 14:00           |                  |                 |                                               | Göteborg Publik: 6 316 Domare: Richard Sundell | Göteborg Publik: 6 316 Domare: Richard Sundell |

| 30    | 10 november 2024 | Gais                                   | 2 – 1           | IK Sirius       | Gamla Ullevi                                |                                             |
| 15:00 | 15:00            | Axel Henriksson 8′ Edvin Becirovic 89′ | (1 – 0) Rapport | 66′ Adam Vikman | Göteborg Publik: 9 127 Domare: Farouk Nehdi | Göteborg Publik: 9 127 Domare: Farouk Nehdi |
| 15:00 | 15:00            |                                        |                 |                 | Göteborg Publik: 9 127 Domare: Farouk Nehdi | Göteborg Publik: 9 127 Domare: Farouk Nehdi |
| 15:00 | 15:00            |                                        |                 |                 | Göteborg Publik: 9 127 Domare: Farouk Nehdi | Göteborg Publik: 9 127 Domare: Farouk Nehdi |

### Tabell
| Nr | Lag               | S  | V  | O  | F  | GM | IM | MS  | P  |
| -- | ----------------- | -- | -- | -- | -- | -- | -- | --- | -- |
| 1  | Malmö FF (RM)     | 30 | 19 | 8  | 3  | 67 | 25 | +42 | 65 |
| 2  | Hammarby IF       | 30 | 16 | 6  | 8  | 48 | 25 | +23 | 54 |
| 3  | AIK               | 30 | 17 | 3  | 10 | 46 | 41 | +5  | 54 |
| 4  | Djurgårdens IF    | 30 | 16 | 5  | 9  | 45 | 35 | +10 | 53 |
| 5  | Mjällby AIF       | 30 | 14 | 8  | 8  | 44 | 35 | +9  | 50 |
| 6  | Gais (U)          | 30 | 14 | 6  | 10 | 36 | 34 | +2  | 48 |
| 7  | IF Elfsborg       | 30 | 13 | 6  | 11 | 52 | 44 | +8  | 45 |
| 8  | BK Häcken         | 30 | 12 | 6  | 12 | 54 | 51 | +3  | 42 |
| 9  | IK Sirius         | 30 | 12 | 5  | 13 | 47 | 46 | +1  | 41 |
| 10 | IF Brommapojkarna | 30 | 8  | 10 | 12 | 46 | 53 | −7  | 34 |
| 11 | IFK Norrköping    | 30 | 9  | 7  | 14 | 36 | 57 | −21 | 34 |
| 12 | Halmstads BK      | 30 | 10 | 3  | 17 | 32 | 50 | −18 | 33 |
| 13 | IFK Göteborg      | 30 | 7  | 10 | 13 | 33 | 43 | −10 | 31 |
| 14 | IFK Värnamo       | 30 | 7  | 10 | 13 | 30 | 40 | −10 | 31 |
| 15 | Kalmar FF         | 30 | 8  | 6  | 16 | 38 | 58 | −20 | 30 |
| 16 | Västerås SK (U)   | 30 | 6  | 5  | 19 | 26 | 43 | −17 | 23 |

## Svenska cupen 2024/2025
Gais gick in i Svenska cupen i andra omgången, där man den 21 augusti ställdes mot FC Trollhättan borta på Edsborgs IP. Efter en oväntat tät match, där Trollhättan tidigt tog ledningen, lyckades Gais vända och vinna med 2–4, bland annat efter en frispark i krysset av Jonas Lindberg. Gais gick därmed vidare till cupens gruppspel våren 2025.
| 2 | 21 augusti 2024 | FC Trollhättan                       | 2 – 4           | Gais                                                          | Edsborgs IP                                      |                                                  |
|   |                 | Cihan Sener 6′ Kevin Liimatainen 22′ | (2 – 4) Rapport | 11′, 15′ Edvin Becirovic 26′ Lucas Hedlund 37′ Jonas Lindberg | Trollhättan Publik: 1 444 Domare: Fredrik Oppong | Trollhättan Publik: 1 444 Domare: Fredrik Oppong |
|   |                 |                                      |                 |                                                               | Trollhättan Publik: 1 444 Domare: Fredrik Oppong | Trollhättan Publik: 1 444 Domare: Fredrik Oppong |
|   |                 |                                      |                 |                                                               | Trollhättan Publik: 1 444 Domare: Fredrik Oppong | Trollhättan Publik: 1 444 Domare: Fredrik Oppong |

## Organisation

### Ledning
- Klubbchef: Povel Fagerström[34]
- Teknisk direktör: Magnus Sköldmark[34]
- Player Manager: Nicklas Karlström[34]
- Tränare: Fredrik Holmberg
- Assisterande tränare: Kenneth Gustafsson, Alexander Severin[34]
- Målvaktstränare: Ole Söderberg
- Fysioterapeut: Arvid Henriksson[35]

### Styrelse[34]
- Stefan Tilk, ordförande
- Roland Blomstrand, vice ordförande
- David Perhed, sekreterare
- Hans Aulin, kassör
- Susanne Areschoug, ledamot
- Arash Charkhizadeh, ledamot
- Lallo Fernandez, ledamot
- Bengt Jildmalm, ledamot
- Ulf Tollhage, ledamot
- Johan "Red Top" Larsson, suppleant

## Spelartrupp
| Nr | Land        | Pos | Namn                       |
| -- | ----------- | --- | -------------------------- |
| 1  | Sverige     | MV  | Mergim Krasniqi            |
| 2  | Albanien    | F   | Egzon Binaku               |
| 4  | Sverige     | F   | Axel Norén                 |
| 5  | Sverige     | F   | Robin Wendin Thomasson     |
| 6  | Sverige     | F   | August Wängberg            |
| 7  | Sverige     | MF  | Joackim Åberg              |
| 8  | Sverige     | MF  | William Milovanovic        |
| 9  | Sverige     | MF  | Gustav Lundgren            |
| 10 | Sverige     | A   | Mervan Celik               |
| 11 | Sverige     | A   | Edvin Becirovic            |
| 12 | Sverige     | F   | Robin Frej                 |
| 13 | Nya Zeeland | MV  | Kees Sims                  |
| 14 | Sverige     | MF  | Filip Gustafsson (utlånad) |

| Nr | Land         | Pos | Namn                     |
| -- | ------------ | --- | ------------------------ |
| 17 | Sverige      | MF  | Amin Boudri              |
| 18 | Sverige      | A   | Alexander Ahl Holmström  |
| 19 | Nigeria      | A   | Richard Friday           |
| 21 | Sverige      | MF  | Axel Henriksson          |
| 22 | Sverige      | F   | Anes Cardaklija          |
| 24 | Sverige      | F   | Filip Beckman            |
| 25 | Sverige      | MF  | Jonas Lindberg           |
| 26 | Sint Maarten | A   | Chovanie Amatkarijo      |
| 27 | Sverige      | A   | Mohamed Bawa (utlånad)   |
| 28 | Sverige      | A   | Lucas Hedlund            |
| 30 | Sverige      | MV  | Erik Westgärds (utlånad) |
| 32 | Sverige      | MF  | Harun Ibrahim (lån)      |
| 33 | Sverige      | MV  | Erik Krantz              |

### Spelare in och ut
| Datum            | Position    | Nat.        | Namn                   | Ålder | Flyttar från        | Typ               | Kontrakt t.o.m. | Källa         |
| ---------------- | ----------- | ----------- | ---------------------- | ----- | ------------------- | ----------------- | --------------- | ------------- |
| 1 januari 2024   | Anfallare   | Sverige     | Edvin Becirovic        | 23    | IFK Värnamo         | Transfer          | 2025            | [ 4 ]         |
| 1 januari 2024   | Mittfältare | Sverige     | William Milovanovic    | 21    | Utsiktens BK        | Transfer          | 2027            | [ 16 ]        |
| 1 januari 2024   | Försvarare  | Sverige     | Robin Wendin Thomasson | 24    | Eskilsminne IF      | Transfer          | 2027            | [ 17 ]        |
| 1 januari 2024   | Mittfältare | Sverige     | Harun Ibrahim          | 20    | Molde FK            | Lån               | 2024            | [ 18 ]        |
| 19 januari 2024  | Mittfältare | Sverige     | Amin Boudri            | 19    | Venezia FC          | Transfer          | 2027            | [ 19 ]        |
| 22 januari 2024  | Anfallare   | Sverige     | Mohamed Bawa           | 19    | Gais U              | Lärlingskontrakt  | 2026            | [ 21 ]        |
| 24 januari 2024  | Anfallare   | Sverige     | Jack Cooper Love       | 22    | IF Elfsborg         | Lån               | 2024            | [ 22 ]        |
| 31 januari 2024  | Målvakt     | Nya Zeeland | Kees Sims              | 20    | Ljungskile SK       | Transfer          | 2026            | [ 20 ]        |
| 4 juni 2024      | Anfallare   | Sverige     | Lucas Hedlund          | 25    | Mezőkövesd Zsóry FC | Transfer          | 2027            | [ 29 ]        |
| Datum            | Position    | Nat.        | Namn                   | Ålder | Flyttar till        | Typ               |                 | Källa         |
| 11 november 2023 | Försvarare  | Sverige     | Niklas Andersen        | 31    | –                   | Slutar            |                 | [ 5 ]         |
| 1 januari 2024   | Anfallare   | Sverige     | Julius Lindberg        | 24    | BK Häcken           | Utgående kontrakt |                 | [ 6 ]         |
| 1 januari 2024   | Mittfältare | Sverige     | Viktor Alexandersson   | 25    | Fässbergs IF        | Utgående kontrakt |                 | [ 13 ] [ 37 ] |
| 10 januari 2024  | Mittfältare | Sverige     | Viktor Krüger          | 23    | IK Oddevold         | Fri transfer      | 2025            | [ 14 ] [ 15 ] |
| 5 mars 2024      | Målvakt     | Sverige     | Erik Westgärds         | 21    | Ljungskile SK       | Lån*              | 2024            | [ 23 ]        |
| 13 april 2024    | Mittfältare | Sverige     | Filip Gustafsson       | 22    | Norrby IF           | Lån*              | 2024            | [ 38 ]        |
| 16 juli 2024     | Anfallare   | Sverige     | Jack Cooper Love       | 22    | Burton Albion FC    | Avbrutet lån      |                 | [ 31 ]        |
| 16 juli 2024     | Anfallare   | Sverige     | Chisom Chika Chidi     | 23    | Helsingborgs IF     | Lån               | 2024            | [ 32 ]        |
| 28 juli 2024     | Mittfältare | Sverige     | Mohamed Bawa           | 20    | Norrby IF           | Lån*              | 2024            | [ 33 ]        |
| 4 september 2024 | Målvakt     | Sverige     | Erik Westgärds         | 22    | Onsala BK           | Lån*              | 2024            | [ 39 ]        |

* kan spela för både Gais och låneklubben

### Spelarstatistik
Statistik över samtliga framträdanden i Allsvenskan 2024 enligt svenskfotboll.se.
| #  | Pos. | Namn                    | SM | GM | STR | ASS | GK | RK | 2GK | STA | IN | UT |
| -- | ---- | ----------------------- | -- | -- | --- | --- | -- | -- | --- | --- | -- | -- |
| 1  | MV   | Mergim Krasniqi         | 21 | 0  | 0   | 0   | 3  | 1  | 0   | 21  | 0  | 1  |
| 13 | MV   | Kees Sims               | 8  | 0  | 0   | 0   | 0  | 1  | 0   | 7   | 1  | 0  |
| 30 | MV   | Erik Westgärds          | 0  | 0  | 0   | 0   | 0  | 0  | 0   | 0   | 0  | 0  |
| 33 | MV   | Erik Krantz             | 3  | 0  | 0   | 0   | 0  | 0  | 0   | 2   | 1  | 0  |
| 2  | F    | Egzon Binaku            | 2  | 0  | 0   | 0   | 0  | 0  | 0   | 0   | 2  | 0  |
| 4  | F    | Axel Norén              | 27 | 2  | 0   | 0   | 5  | 0  | 0   | 25  | 2  | 2  |
| 5  | F    | Robin Wendin Thomasson  | 25 | 0  | 0   | 7   | 1  | 0  | 0   | 17  | 8  | 6  |
| 6  | F    | August Wängberg         | 30 | 0  | 0   | 1   | 2  | 0  | 0   | 30  | 0  | 2  |
| 12 | F    | Robin Frej              | 15 | 0  | 0   | 0   | 2  | 0  | 0   | 13  | 2  | 1  |
| 22 | F    | Anes Cardaklija         | 17 | 0  | 0   | 0   | 1  | 0  | 0   | 10  | 7  | 5  |
| 24 | F    | Filip Beckman           | 16 | 1  | 0   | 1   | 4  | 0  | 0   | 13  | 3  | 1  |
| 7  | MF   | Joackim Åberg           | 23 | 0  | 0   | 0   | 4  | 0  | 0   | 20  | 3  | 19 |
| 8  | MF   | William Milovanovic     | 25 | 2  | 0   | 3   | 7  | 0  | 0   | 21  | 4  | 9  |
| 14 | MF   | Filip Gustafsson        | 14 | 0  | 0   | 0   | 2  | 0  | 0   | 2   | 12 | 1  |
| 17 | MF   | Amin Boudri             | 22 | 2  | 0   | 0   | 4  | 1  | 0   | 9   | 13 | 7  |
| 21 | MF   | Axel Henriksson         | 26 | 8  | 0   | 3   | 12 | 0  | 0   | 19  | 7  | 15 |
| 25 | MF   | Jonas Lindberg          | 20 | 2  | 0   | 2   | 4  | 0  | 0   | 6   | 14 | 6  |
| 27 | MF   | Mohamed Bawa            | 0  | 0  | 0   | 0   | 0  | 0  | 0   | 0   | 0  | 0  |
| 32 | MF   | Harun Ibrahim           | 27 | 0  | 0   | 1   | 7  | 0  | 0   | 20  | 7  | 7  |
| 9  | A    | Gustav Lundgren         | 30 | 3  | 0   | 9   | 3  | 0  | 0   | 30  | 0  | 3  |
| 10 | A    | Mervan Celik            | 26 | 0  | 0   | 2   | 1  | 0  | 0   | 18  | 8  | 17 |
| 11 | A    | Edvin Becirovic         | 17 | 1  | 0   | 0   | 1  | 0  | 0   | 2   | 15 | 2  |
| 16 | A    | Jack Cooper Love        | 9  | 4  | 0   | 1   | 0  | 0  | 0   | 3   | 6  | 3  |
| 18 | A    | Alexander Ahl Holmström | 29 | 10 | 0   | 1   | 4  | 0  | 0   | 21  | 8  | 14 |
| 19 | A    | Richard Friday          | 4  | 0  | 0   | 0   | 0  | 0  | 0   | 1   | 3  | 1  |
| 20 | A    | Chisomnazu Chika Chidi  | 0  | 0  | 0   | 0   | 0  | 0  | 0   | 0   | 0  | 0  |
| 26 | A    | Chovanie Amatkarijo     | 25 | 1  | 0   | 1   | 1  | 0  | 0   | 15  | 10 | 15 |
| 28 | A    | Lucas Hedlund           | 11 | 0  | 0   | 0   | 3  | 0  | 0   | 5   | 6  | 5  |

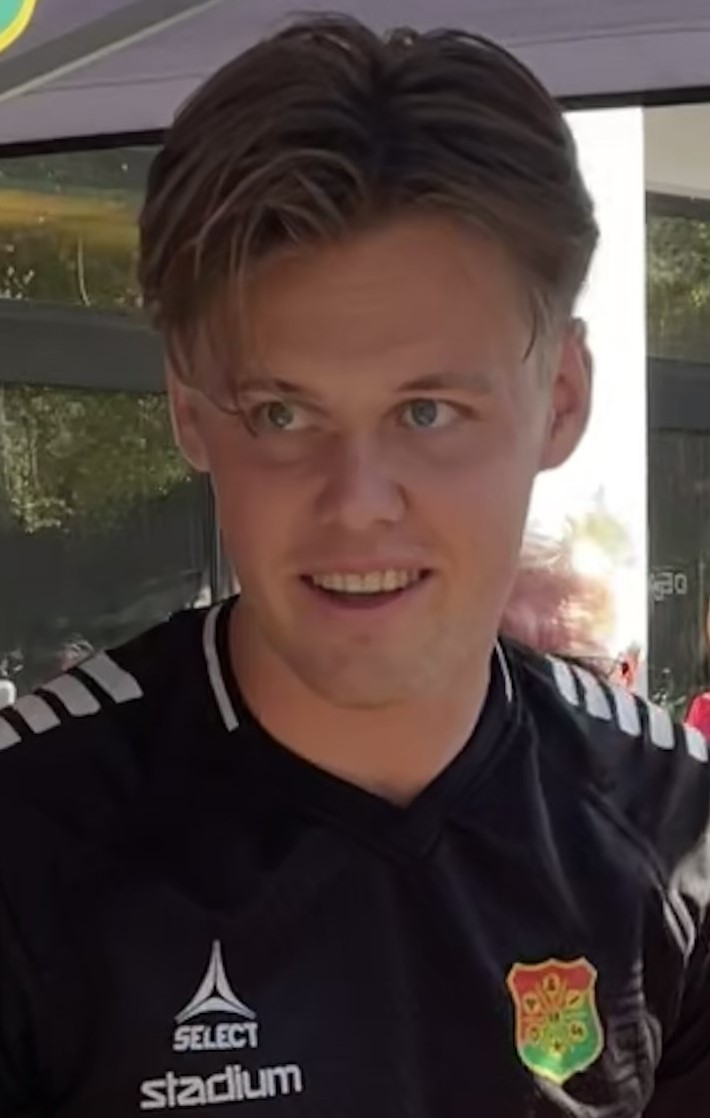
Axel Henriksson gjorde åtta mål under säsongen, och tog tolv gula kort.

SM: spelade matcher GM: gjorda mål STR: varav straffar ASS: assist GK: gula kort RK: röda kort 2GK: utvisning efter två gula kort STA: matcher från start IN: inbytt UT: utbytt

## Ungdoms- och damlag
Gais U21-lag spelade i Ligacupen Elit Västra, där man slutade på tredje plats.
Gais P19-lag spelade i P19-Superettan Södra, där man slutade på tredje plats. Liam Björninger blev intern skyttekung med 18 mål på 25 matcher.
Gais P17-lag spelade i P17-Allsvenskan Södra, där man slutade på sjunde plats av 14. Haris Hrustanovic blev intern skyttekung med 8 mål på 12 matcher.
Gais P16-lag spelade i P16-Allsvenskan Södra, där man slutade på åttonde plats av 10. Alen Avdispahic blev intern skyttekung med 7 mål på 16 matcher.
Gais nyinrättade damlag debuterade i seriespel i division 5, där man slutade tvåa efter IFK Göteborgs U-lag och gick upp till division 4. Zara Belizel blev intern skyttedrottning med 20 mål på 10 matcher, och blev därmed också bästa målskytt i hela serien.